# جاي تي سنو
جاي تي سنو (بالإنجليزية: J. T. Snow) هو لاعب كرة قاعدة أمريكي، ولد في 26 فبراير 1968 في لونغ بيتش في الولايات المتحدة.

## وصلات خارجية
- جاي تي سنو على موقعبيزبول رفرنس.كوم (الدوري الرئيسي) (الإنجليزية)
- جاي تي سنو على موقعبيزبول رفرنس.كوم (الدوري الثانوي) (الإنجليزية)
- جاي تي سنو على موقع مشجعي الرسوم البيانية (الإنجليزية)